# Три світи Гуллівера
«Три світу Гуллівера» (англ. The Three Worlds of Gulliver), відомий також під назвою «Ліліпути і велетні» — кольоровий художній науково-фантастичний і фентезійний фільм, знятий режисером Джеком Шером у 1960 році за мотивами роману «Мандри Гуллівера» британського письменника Джонатана Свіфта. Фільм спільного виробництва США та Великій Британії. Сюжет цієї кінокартини являє собою вільну екранізацію половини твору Свіфта, інша частина цього роману не увійшла до нього. Постановкою спецефектів і створенням фантастичних персонажів для фільму займався Рей Гаррігаузен. Фільм знімався у Великій Британії і Іспанії.

## Сюжет
У 1699 році англійський лікар Лемюель Гуллівер — бідний хірург, у пошуках багатства і пригод, наймається судновим лікарем на один з кораблів, який повинен вирушити у навколосвітню подорож. Але його наречена Елізабет дуже хоче, щоб він залишився вдома, став більш розсудливим, і вони кілька разів сваряться з цього приводу.
Але Гуллівер все ж таки вирушає в подорож, і незабаром виявляє, що Елізабет проникла на борт цього ж корабля, щоб бути поруч з Лемюелем. На морі починається буря і Гуллівера змиває за борт. Він приходить до тями на березі в Ліліпутії, країні дуже крихітних людей, які бачать у ньому гіганта, який загрожує їхньому життю і бояться Гуллівера, а тому прив'язують його мотузками до кілків, забитих в землю на узбережжі. Він же, намагаючись завоювати їхню довіру, робить кілька добрих вчинків. Тим часом, знову спалахує давня війна між Ліліпутією і державою Блефуску. Гуллівер допомагає ліліпутам, прив'язавши троси до військових кораблів Блефуску, а потім, потягнувши за троси руками, і таким чином рухаючи кораблі, буксирує їх далеко в море. Але імператор Ліліпутії все одно вважає гіганта загрозою — загрозою своєму трону. Відбувається це після того, як Гуллівер критикує причини виникнення війни між двома державами. Коли ж імператор наказує його стратити, Гуллівер рятується втечею, відпливши в океан на човні, який він побудував.
Потім його шлях лежав до великого острова Бробдінгнег, на якому мешкали бробдінгнегці, раса 18-метрових велетнів. Діставшись до берега, Гуллівер зустрічає місцеву 12-метрову селянську дівчинку на ім'я Глюмдальклитч, дуже добру дівчинку, яка знаходить його на березі і відносить в замок короля Броба. Король наказав приносити йому незвичайних істот, і в нього вже є колекція крихітних тварин. Гуллівер знаходить там Елізабет, яка була викинута на берег, коли корабель зазнав аварії під час бурі, і дуже радіє, побачивши Елізабет живою й неушкодженою. Король вирішує залишити їх обох у себе в замку, і дозволяє Глюмдальклитч піклуватися про них.
Король організовує весілля Гуллівера й Елізабет і одружує їх. Після весілля Гулівер і Елізабет виходять на вулицю, де зазнають нападу гігантської білки, яка тягне Гуллівера в свою нору. Глюмдальклитч, дізнавшись про це, рятує його, витягнувши з нори. Коли пізніше Гулівер перемагає короля у шахах і лікує королеву від простого болю в животі, прем'єр-міністр Бробдингнегу Макован звинувачує його в чаклунстві. Гуллівер намагається пояснити всім, що це всього лише його наукові знання, але його пояснення сприймаються як ще один доказ чаклунства. І хоча, зрештою, він говорить те, що король хотів почути від нього, той наказує стратити Лемюеля шляхом спалення на вогнищі. Однак Глюмдальклитч рятує його й Елізабет від страти, та переслідувачів, сховавши обох у свій кошик, а потім кинувши цей кошик у струмок, що впадає в море.
Після цього Лемюель й Елізабет виявляють себе викинутими на невідомому березі. Перехожі на узбережжі — звичайні люди, такого ж розміру, як і Гуллівер, розповідають мандрівникам, що вони знаходяться в Англії. Потім Елізабет запитує Гуллівера, чи було це все сном. Гуллівер, який тепер щасливий бути разом з Елізабет і стати її чоловіком, відповідає їй, алегорично, що погані якості ліліпутів і неуцтво бробдінгнегців знаходяться всередині кожного з найзвичайніших людей. Коли ж вона запитує його про долю дівчинки Глюмдальклитч, Гуллівер дивиться на свою наречену з любов'ю і відповідає, що, насправді, та дівчинка поки ще не народилася.

## В ролях
| Актор           | Роль                               |
| --------------- | ---------------------------------- |
| Кервін Метьюз   | лікар Лемюель Гуллівер             |
| Джо Морроу      | Гвендолін                          |
| Джун Торберн    | Елізабет                           |
| Лі Паттерсон    | Релдресал                          |
| Грегуар Аслан   | король Бробдінгнегу Броб           |
| Безіл Сідні     | імператор Ліліпутії                |
| Чарлз Ллойд Пек | прем'єр-міністр Ліліипутії Макован |
| Мартін Бенсон   | Флімнап                            |
| Мері Елліс      | королева Бробдінгнегу              |
| Меріен Спенсер  | імператриця Ліліпутії              |
| Пітер Булл      | лорд Бермогг                       |
| Алек Манго      | министр Лиллипутии                 |
| Шеррі Альбероні | Глюмдальклитч                      |
| Олівер Джонстон | (немає в титрах) Грінч             |
| Джоан Гіксон    | (немає в титрах) місіс Дьюсбюрі    |

## Критика й відгуки
У статті газети «Нью-Йорк Таймс», опублікованій 17 грудня 1960 року, критик Юджин Арчер високо оцінив технічні досягнення кінокартини в «stop motion» анімації, і з ентузіазмом порекомендував дітям цей фільм, проте зазначивши, що «дорослі визнають його занадто нудним, щоб по-справжньому захопити уяву, і можуть обуритися незрозумілим фіналом, який можливо викличе деякі дитячі питання. Але дорослі глядачі повинні бути вдячні за цей дитячий фільм, який відтворює класичний твір без поблажливості або бурлеску».
Рей Гаррігаузен зняв у фільмі сцени з білкою і крокодилом. Найстаріша зі збережених моделей Гаррігаузена, створена для фільму, — білка з цього фільму. Використана у фільмі оригінальна арматурна модель крокодила була втрачена за нез'ясованих обставин.